# Natri thiosulfat (sử dụng trong y tế)
Natri thiosulfat hay natri thiosulphat, được sử dụng như một loại thuốc để điều trị ngộ độc xyanua, lang ben và để giảm tác dụng phụ từ cisplatin. Đối với ngộ độc xyanua, nó thường được sử dụng sau khi dùng thuốc natri nitrit và thường chỉ được khuyên dùng cho những trường hợp nặng. Nó được đưa vào cơ thể bằng cách tiêm vào tĩnh mạch hoặc bôi lên da.
Các tác dụng phụ có thể bao gồm nôn mửa, đau khớp, thay đổi tâm trạng, rối loạn tâm thần và ù tai. Tuy nhiên, độ an toàn chưa được nghiên cứu kỹ. Không rõ liệu sử dụng trong thai kỳ có an toàn cho em bé hay không. Sử dụng cùng một lúc trong cùng một dòng tiêm tĩnh mạch vì hydroxocobalamin không được khuyến cáo. Trong ngộ độc xyanua, natri nitrit tạo ra methemoglobinemia giúp loại bỏ xyanua khỏi ty thể. Natri thiosulfat sau đó liên kết với xyanua tạo ra thiocyanat không độc.
Natri thiosulfat được sử dụng trong y tế cho ngộ độc xyanua vào thập niên 1930. Nó nằm trong Danh sách các loại thuốc thiết yếu của Tổ chức Y tế Thế giới, loại thuốc hiệu quả và an toàn nhất cần có trong hệ thống y tế. Chi phí tại Hoa Kỳ cho mỗi liều khử độc vào năm 2013 là khoảng 20 USD trong khi cùng với natri nitrit thì chi phí là 110 USD.

## Sử dụng trong y tế
Công dụng chính của natri thiosulfat là trong ngộ độc xyanua và trị lang ben.

### Ngộ độc xyanua
Natri thiocyanat là một thuốc giải độc cổ điển cho ngộ độc xyanua, Với mục đích này, nó được sử dụng sau khi dùng thuốc natri nitrit và thường chỉ được khuyên dùng cho những trường hợp nặng. Nó được đưa vào cơ thể bằng cách tiêm vào tĩnh mạch.
Trong việc dùng khử độc này, natri nitrit tạo ra cao methemoglobin giúp loại bỏ xyanua khỏi ty thể. Natri thiosulfat sau đó đóng vai trò là một chất cho lưu huỳnh để chuyển hóa xyanua thành thiocyanat không độc hại, được xúc tác bằng enzym rhodanase. Thiocyanat sau đó được bài tiết an toàn qua nước tiểu.